# Жарко Башески
Жарко Башески (на македонска литературна норма: Жарко Башески) е скулптор и университетски преподавател от Северна Македония.

## Биография
Роден е в 1957 година в Прилеп, тогава в Югославия. Следва в Лондон в периода 1979 – 1982 година. Завършва Факултета за художествени изкуства в Скопския университет, специалност Скулптура в 1988 година в класа на професор Петър Хаджибошков. Става член на Дружеството на художниците на Македония в 1988 година. Живее и твори в Скопие, където преподава във Факултета за художествени изкуства. Носител е на наградата за скулптура „Нерешки майстори“ на Дружеството на художниците на Македония.
- Конна статуя на Гоце Делчев, Скопие (2010)
- Конна статуя на Даме Груев, Скопие (2010)
- Статуя на Светите братя Кирил и Методий, Скопие (2010)